# Jesch Din

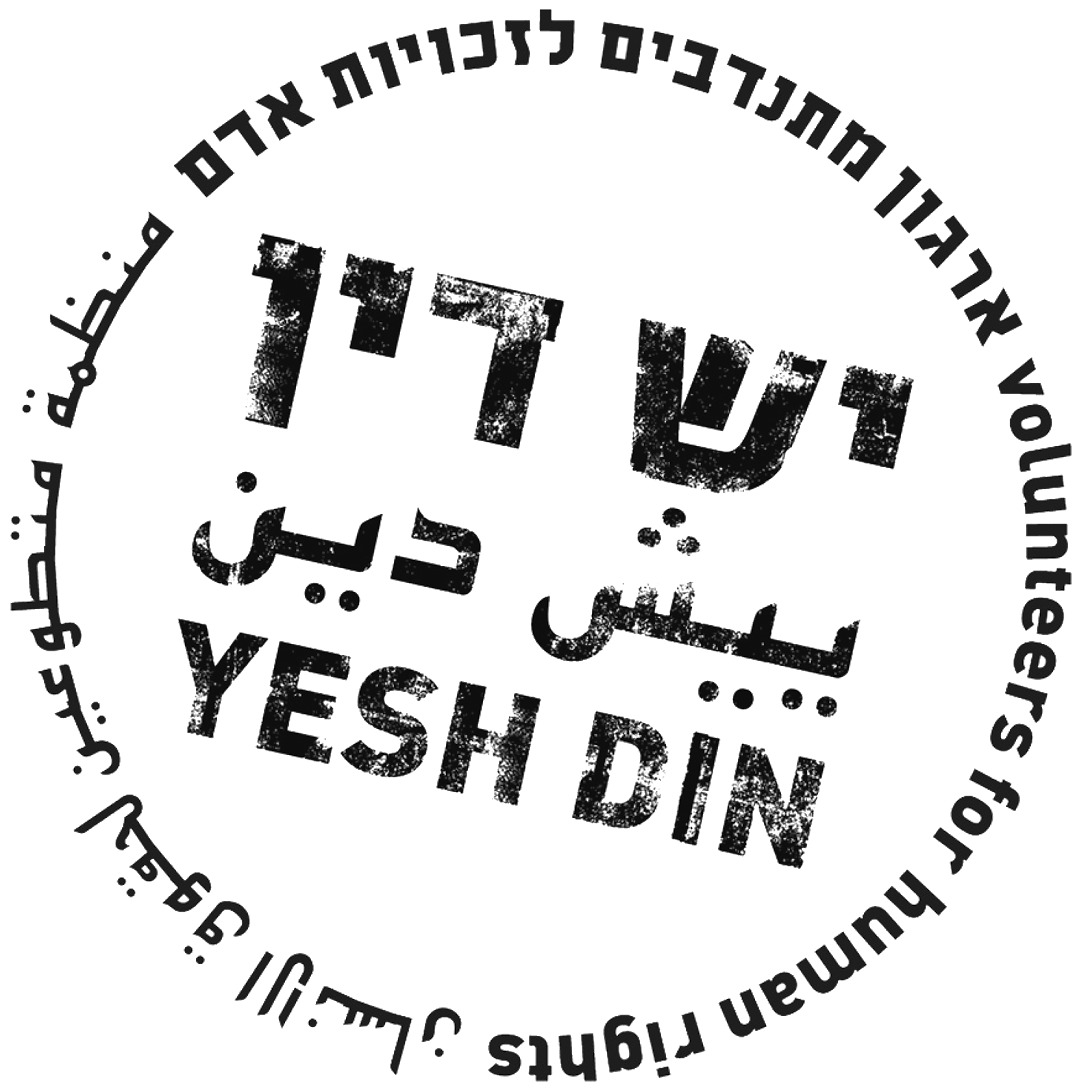
Logo von Jesch Din

Jesch Din (hebräisch יש דין – „Es gibt Recht“) ist eine israelische Menschenrechtsorganisation in Tel Aviv-Jaffa, die Palästinensern aus den besetzten Gebieten Rechtsbeistand anbietet. Die Organisation wurde im März 2005 gegründet. Leiterin der Organisation ist Ziv Stahl.
Jesch Din überprüft Untersuchungen der IDF bezüglich mutmaßlicher Verbrechen der israelischen Armee sowie seitens israelischer Siedler.
Nach dem Gazakrieg 2008–2009 kritisierte die Organisation eine inoffizielle Broschüre, die ein Offizier an israelische Soldaten verteilt hatte. In der Broschüre wurde dazu aufgerufen, „gegenüber dem Feind keine Gnade zu kennen“. Die Armee teilte mit, der Offizier sei streng bestraft worden.
Zu den Förderern von Jesch Din zählen nach eigenen Angaben die Europäische Kommission, das niederländische und das irische Außenministerium sowie Oxfam-Novib.
Einer der bekanntesten Aktivisten der Organisation ist Dror Etkes, der in French Hill aufwuchs und als Soldat im Westjordanland stationiert war.